# Mullygollan Turlough SAC
Mullygollan Turlough SAC este o arie protejată (arie specială de conservare — SAC, sit de importanță comunitară — SCI) din Irlanda întinsă pe o suprafață de 35,89 ha, integral pe uscat.

## Localizare
Centrul sitului Mullygollan Turlough SAC este situat la coordonatele 53°45′52″N 8°18′22″W / 53.764318°N 8.306148°V.

## Înființare
Situl Mullygollan Turlough SAC a fost declarat sit de importanță comunitară în noiembrie 1997 pentru a proteja 14 specii de animale. Situl a fost protejat și ca arie specială de conservare în decembrie 2017.

## Biodiversitate
Situată în ecoregiunea atlantică, aria protejată conține 1 habitat natural: Turlough.
La baza desemnării sitului se află mai multe specii protejate de  păsări (14): rață sulițar (Anas acuta), rață lingurar (Anas clypeata), rață pitică (Anas crecca), rață fluierătoare (Anas penelope), rață mare (Anas platyrhynchos), rață-cu-cap-castaniu (Aythya ferina), rața moțată (Aythya fuligula), Cygnus columbianus bewickii, lebădă de iarnă (Cygnus cygnus), becațină comună (Gallinago gallinago), culic mare (Numenius arquata), ploier auriu (Pluvialis apricaria), fluierarul cu picioare roșii (Tringa totanus), nagâț (Vanellus vanellus).
Pe lângă speciile protejate, pe teritoriul sitului au mai fost identificate 1 specie de plante.